# Cnemidophorus murinus
Espèce
Synonymes
- Seps murinus Laurenti, 1768

Cnemidophorus murinus est une espèce de sauriens de la famille des Teiidae.

## Répartition
Cette espèce se rencontre :
- sur l'île de Bonaire ;
- sur l'île de Curaçao.

## Publication originale
- Laurenti, 1768 : Specimen medicum, exhibens synopsin reptilium emendatam cum experimentis circa venena et antidota reptilium austriacorum Vienna Joan Thomae, p. 1-217 (texte intégral).